# Тирське сільське поселення
Ти́рське сільське поселення (рос. Тырское сельское поселение) — сільське поселення у складі Ульчського району Хабаровського краю Росії.
Адміністративний центр — селище Тир.

## Населення
Населення сільського поселення становить 600 осіб (2019; 725 у 2010, 962 у 2002).

## Склад
До складу сільського поселення входять:
| Населений пункт  | Населення, осіб (2002) | Населення, осіб (2010) |
| ---------------- | ---------------------- | ---------------------- |
| Білоглинка, село | 90                     | 51                     |
| Кальма, село     | 140                    | 84                     |
| Тир, селище      | 732                    | 590                    |